# Rick Middleton
Richard David "Rick" Middleton, född 4 december 1953, är en kanadensisk före detta professionell ishockeyspelare som tillbringade 14 säsonger i den nordamerikanska ishockeyligan National Hockey League (NHL), där han spelade för New York Rangers och Boston Bruins. Han producerade 988 poäng (448 mål och 540 assists) samt drog på sig 157 utvisningsminuter på 1 005 grundspelsmatcher.
Middleton har även spelat för Providence Reds i American Hockey League (AHL); EHC Bülach i Nationalliga B (NLB) samt Oshawa Generals i OHA-Jr.
Han draftades av New York Rangers i första rundan i 1973 års draft som 14:e spelare totalt.
Middleton vann Lady Byng Memorial Trophy för säsongen 1981–1982. Den 29 november 2018 blev hans gamla tröjnummer #16 pensionerad av Boston Bruins.
1984 var han uttagen till Team Canada i Canada Cup där han kom 6a i lagets skytteliga.

## Statistik
| 1971–1972      | Oshawa Generals  | OHA-Jr.        | 53   | 36  | 34  | 70  | 24  | 12  | 5  | 5  | 10  | 2  |
| 1972–1973      | Oshawa Generals  | OHA-Jr.        | 62   | 67  | 70  | 137 | 14  | —   | —  | —  | —   | —  |
| 1973–1974      | Providence Reds  | AHL            | 63   | 36  | 48  | 84  | 14  | 15  | 9  | 6  | 15  | 2  |
| 1974–1975      | New York Rangers | NHL            | 47   | 22  | 18  | 40  | 19  | 3   | 0  | 0  | 0   | 2  |
| 1975–1976      | New York Rangers | NHL            | 77   | 24  | 26  | 50  | 14  | —   | —  | —  | —   | —  |
| 1976–1977      | Boston Bruins    | NHL            | 72   | 20  | 22  | 42  | 2   | 13  | 5  | 4  | 9   | 0  |
| 1977–1978      | Boston Bruins    | NHL            | 79   | 25  | 35  | 60  | 8   | 15  | 5  | 2  | 7   | 0  |
| 1978–1979      | Boston Bruins    | NHL            | 71   | 38  | 48  | 86  | 7   | 11  | 4  | 8  | 12  | 0  |
| 1979–1980      | Boston Bruins    | NHL            | 80   | 40  | 52  | 92  | 24  | 10  | 4  | 2  | 6   | 5  |
| 1980–1981      | Boston Bruins    | NHL            | 80   | 44  | 59  | 103 | 16  | 3   | 0  | 1  | 1   | 2  |
| 1981–1982      | Boston Bruins    | NHL            | 75   | 51  | 43  | 94  | 12  | 11  | 6  | 9  | 15  | 0  |
| 1982–1983      | Boston Bruins    | NHL            | 80   | 49  | 47  | 96  | 8   | 17  | 11 | 22 | 33  | 6  |
| 1983–1984      | Boston Bruins    | NHL            | 80   | 47  | 58  | 105 | 14  | 3   | 0  | 0  | 0   | 0  |
| 1984–1985      | Boston Bruins    | NHL            | 80   | 30  | 46  | 76  | 6   | 5   | 3  | 0  | 3   | 0  |
| 1985–1986      | Boston Bruins    | NHL            | 49   | 14  | 30  | 44  | 10  | —   | —  | —  | —   | —  |
| 1986–1987      | Boston Bruins    | NHL            | 76   | 31  | 37  | 68  | 6   | 4   | 2  | 2  | 4   | 0  |
| 1987–1988      | Boston Bruins    | NHL            | 59   | 13  | 19  | 32  | 11  | 19  | 5  | 5  | 10  | 4  |
| 1988–1989      | EHC Bülach       | NLB            | 17   | 11  | 14  | 25  | 18  | —   | —  | —  | —   | —  |
| NHL totalt     | NHL totalt       | NHL totalt     | 1005 | 448 | 540 | 988 | 157 | 114 | 45 | 55 | 100 | 19 |
| OHA-Jr. totalt | OHA-Jr. totalt   | OHA-Jr. totalt | 115  | 103 | 104 | 207 | 38  | 12  | 5  | 5  | 10  | 2  |